# Teudefrid de Toul
Teudefrid ou Theudefride de Toul († 653 (?)) est le quinzième évêque de Toul.

## Biographie
L'évêque Teudefrid succéda à l'évêque de Toul Eudolius vers 640 (?). 
Après la mort du roi Theodorik, l'Austrasie revint au roi Dagobert, fils aîné de Clotaire II. Dagobert témoigna pour Teudefrid estime toute particulière, aussi dota-t-il son Église de biens immenses comme en 651 la propriété des châteaux de Vicherey et de Void, la forteresse de Liverdun, de la maison de Royaumeix, du bourg de Blénod et d'un grand nombre de villages et de terres qui formèrent depuis le domaine de l'évêché et celui du chapitre de la cathédrale. 
Pour mieux assurer à l'Église de Toul la possession et la libre jouissance de tous ces biens, Dagobert lui donna un ban royal, c'est-à-dire un terrain franc de quatre lieues de longueur sur autant de largeur qu'il exempta pour toujours d'impôts, de tailles et de subsides, voulant que la juridiction en fût attribuée aux évêques seuls, et faisant défense expresse aux comtes de s'immiscer dans l'exercice de leur justice et d'élever aucun château ou forteresse dans toute l'étendue de ce ban. Ces donations et concessions de privilèges et de droits furent confirmées par une charte de Charlemagne de l'année 804, par une autre d'Arnoul en 894, et par une troisième de Frédéric II datée de 1225. Plusieurs papes corroborèrent encore par des brefs ou par des censures ces mêmes droits ou donations. C'est à cette époque que remonte l'origine de la puissance temporelle des évêques de Toul.  
Teudefrid assista à la translation du corps de saint Arnoul, du monastère du Saint-Mont au monastère Saint-Arnoul de Metz en 641. Le Roi Sigebert (successeur de Dagobert) le consulta avec Cunibert de Cologne, Attelone de Laon et Gisload de Verdun sur la construction du Monastère de Malmedy.
Il souscrivit à un titre de l'Abbaye de Stavelot en 651.
Son successeur a été l'évêque Eborin.